# Lidian (köpinghuvudort i Kina, Hubei Sheng, lat 31,22, long 113,76)
Lidian är en köpinghuvudort i Kina. Den ligger i provinsen Hubei, i den centrala delen av landet, omkring 86 kilometer nordväst om provinshuvudstaden Wuhan. Antalet invånare är 22 166. Befolkningen består av 10 874 kvinnor och 11 292 män. Barn under 15 år utgör 14,0 %, vuxna 15-64 år 76 %, och äldre över 65 år 9,0 %.
Runt Lidian är det tätbefolkat, med 849 invånare per kvadratkilometer. Närmaste större samhälle är Anlu, 8,8 km nordväst om Lidian. Trakten runt Lidian består till största delen av jordbruksmark.
Genomsnittlig årsnederbörd är 1 301 millimeter. Den regnigaste månaden är juli, med i genomsnitt 192 mm nederbörd, och den torraste är december, med 15 mm nederbörd.